# Мика (стадион)
«Ми́ка» (арм. մարզադաշտ „Միկա“) — многоцелевой стадион в Ереване, Армения, использующийся главным образом для проведения футбольных матчей. Вмещает около 7 000 зрителей.

## История
Стадион был построен на месте полуразрушенного стадиона «Аракс».
Стадион был домашним для футбольного клуба «Мика». Периодически свои домашние матчи на стадионе проводила «Мика-2».
В сезоне 2009 года футбольный клуб «Улисс» арендовал поле для проведения домашних поединков с соперниками.
После роспуска «Мики» в 2016 году, на нём проводили домашние матчи другие команды: «Эребуни», «Арцах», «Локомотив», «Севан».
В августе 2014 года был выставлен на аукцион службой принудительного исполнения судебных актов в счет уплаты налоговой задолженности владельца стадиона. Поставлением правительства от 28 августа 2014 года в случае отсутствия покупателей должен был быть национализирован и передан министерству финансов.